# العلاقات الأذربيجانية الإندونيسية
العلاقات الأذربيجانية الإندونيسية هي العلاقات الثنائية التي تجمع بين أذربيجان وإندونيسيا.

## مقارنة بين البلدين
هذه مقارنة عامة ومرجعية للدولتين:
| وجه المقارنة                                              | أذربيجان        | إندونيسيا         |
| --------------------------------------------------------- | --------------- | ----------------- |
| المساحة (كم2)                                             | 86.60 ألف       | 1.90 مليون        |
| عدد السكان (نسمة)                                         | 10.00 مليون     | 263.99 مليون      |
| الكثافة السكانية (ن./كم²)                                 | 115.47          | 138.94            |
| العاصمة                                                   | باكو            | جاكرتا            |
| اللغة الرسمية                                             | اللغة الأذرية   | اللغة الإندونيسية |
| العملة                                                    | مانات أذربيجاني | روبية إندونيسية   |
| الناتج المحلي الإجمالي (بليون دولار)                      | 40.75 مليار     | 1.02 تريليون      |
| الناتج المحلي الإجمالي (تعادل القوة الشرائية) بليون دولار | 171.56 مليار    | 2.85 تريليون      |
| الناتج المحلي الإجمالي الاسمي للفرد دولار أمريكي          | 5.50 ألف        | 3.35 ألف          |
| الناتج المحلي الإجمالي للفرد دولار أمريكي                 | 17.52 ألف       | 10.52 ألف         |
| مؤشر التنمية البشرية                                      | 0.751           | 0.684             |
| رمز المكالمات الدولي                                      | +994            | +62               |
| رمز الإنترنت                                              | .az             | .id               |
| المنطقة الزمنية                                           | ت ع م+04:00     |                   |

## منظمات دولية مشتركة
يشترك البلدان في عضوية مجموعة من المنظمات الدولية، منها:
| علم المنظمة | اسم المنظمة                               | تاريخ انضمام أذربيجان | تاريخ انضمام إندونيسيا |
| ----------- | ----------------------------------------- | --------------------- | ---------------------- |
|             | منظمة التعاون الإسلامي                    | 1991                  | ?                      |
|             | الاتحاد البريدي العالمي                   | ?                     | ?                      |
|             | بنك التنمية الآسيوي                       | 1999                  | 1966                   |
|             | يونسكو                                    | 3 يونيو 1992          | 27 مايو 1950           |
|             | البنك الدولي للإنشاء والتعمير             | 18 سبتمبر 1992        | 13 أبريل 1967          |
|             | وكالة ضمان الاستثمار متعدد الأطراف        | 23 سبتمبر 1992        | 12 أبريل 1988          |
|             | الاتحاد الدولي للاتصالات                  | 10 أبريل 1992         | 1949                   |
|             | منظمة الشرطة الجنائية الدولية             | ?                     | 5 أكتوبر 1954          |
|             | مؤسسة التمويل الدولية                     | 11 أكتوبر 1995        | 23 أبريل 1968          |
|             | الأمم المتحدة                             | 2 مارس 1992           | 28 سبتمبر 1950         |
|             | مؤسسة التنمية الدولية                     | 31 مارس 1995          | 20 أغسطس 1968          |
|             | منظمة حظر الأسلحة الكيميائية              | ?                     | ?                      |
|             | المركز الدولي لتسوية المنازعات الاستشارية | 18 أكتوبر 1992        | 28 أكتوبر 1968         |

## وصلات خارجية
- موقع وزارة الخارجية الأذربيجانية
- موقع وزارة الخارجية الإندونيسية